# Масен, Андре
Андрис Йоханнес (Андре) Масен (нидерл. Andries Johannes "André" Maasen; 18 декабря 1897, Амстердам — 15 августа 1969, Кёйк эн Синт Агата), также известный как Пит Масен (нидерл. Piet Maasen) — нидерландский футболист, игравший на позиции левого крайнего нападающего, выступал за амстердамский «Аякс».
Более 20 лет проработал агентом Нидерландской торговой компании.

## Спортивная карьера
В октябре 1912 года в возрасте четырнадцати лет Андре Масен стал членом футбольного клуба «Аякс», а спустя год стал играть за четвёртый состав. В первой команде «красно-былых» дебютировал 20 сентября 1914 года в товарищеском матче против клуба ВОК — в то время клуб выступал во втором классе Нидерландов.
В 1917 году «Аякс» вернулся в первый класс и в первом же сезоне выиграл свой первый национальный чемпионат. В том сезоне Масен сыграл только два матча — против АФК и «Виллема II», заменив в основе травмированного Вима Гюпферта. В своём последнем сезоне в клубе Андре сыграл пять матчей в чемпионате. В последний раз в составе «Аякса» он выходил на поле 16 марта 1919 года в матче против роттердамского клуба ВОК.
В январе 1934 года Андре побывал в Амстердаме на встрече руководства «Аякса», которое состоялось в отеле «Амстел». На мероприятии были представлены планы по строительству нового клубного стадиона. Помимо Масена, на встрече присутствовал г-н Тьярда, директор департамента строительства и жилищной политики города, а также архитектор Йорданус Роденбюрг. В интервью 1934 года Андре рассказал, что продолжает играть в футбол на любительском уровне.

## Личная жизнь
Андре родился в декабре 1897 года в Амстердаме. Отец — Андрис Йоханнес, работал телеграфистом в Амстердаме и со временем дослужился до управляющего делами; мать — Класина Якоба Кемпен, родилась в семье торговца. В их семье воспитывался ещё старший сын Ян Маринюс, родившийся в мае 1895 года
В апреле 1919 года, будучи агентом Нидерландской торговой компании, Масен отправился работать в Голландскую Ост-Индию.
Был женат дважды. В первый раз женился в возрасте двадцати четырёх лет — его супругой стала 22-летняя Паулина Антония Рихтер, уроженка Амстердама. Их брак был зарегистрирован 16 марта 1922 года в Амстердаме. В июне того же года Андре стал руководителем фактории в городе Лангса, а позже возглавил факторию в Рангуне, где в апреле 1923 года родился его сын Андрис Паулюс.

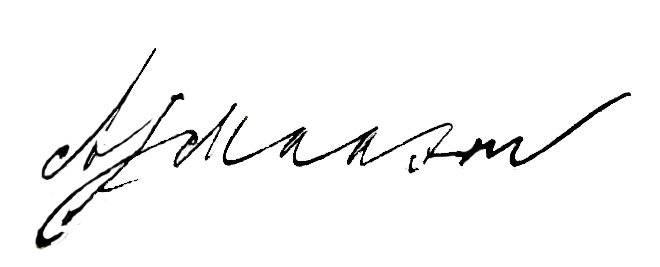
Автограф Андре Масена.

В декабре 1924 года получил должность в Калькутте, а три года спустя назначен руководителем фактории в Батавии. Затем работал в Сингапуре, где в июле 1929 года у него родилась дочь Паулина Андре, и Медане. На протяжении нескольких лет жил и работал на острове Сурабая, где его супруга в июле 1937 года родила вторую дочь Карлу Якобу. В июне 1938 года он получил назначение на работу в город Семаранг. По этому случаю футбольный клуб «Факторей», президентом которого и был Масен, устроил для него прощальный матч. Вскоре Андре возглавил Торгово-промышленную палату Семаранга, заменив на этом посту г-на Пека. Во время Японской оккупации Индонезии, которая длилась с весны 1942 года по осень 1945 года, супруга Масена и его 16-летняя дочь Паулина умерли в Семаранге.
В мае 1947 года в Харлеме женился на 47-летней Вилхелмине Элизабет де Кок, с которой прожил до конца жизни. Умер 15 августа 1969 года в городе Кёйк эн Синт Агата в возрасте 71 года. Похоронен рядом со второй супругой на кладбище города Кёйк на северо-востоке провинции Северный Брабант.